# L'oro del demonio
L'oro del demonio (The Devil and Daniel Webster o All That Money Can Buy) è un film del 1941, diretto da William Dieterle.

## Trama
Jabez Stone, un coltivatore del New Hampshire ottocentesco, perseguitato dalla malasorte e assillato dai creditori, sottoscrive un patto col diavolo accettando di cedergli l'anima dopo un periodo di sette anni, durante i quali Jabez vivrà nella ricchezza grazie all'oro donatogli dal Maligno. Il denaro trasforma però Jabez in un uomo sempre più avaro di affetti verso la devota moglie Mary e gli amici del villaggio. Allo scadere del contratto, l'unico che potrà aiutarlo sarà il noto avvocato e uomo politico Daniel Webster.

## Riconoscimenti
- Premi Oscar 1942
  - Oscar alla migliore colonna sonora (film drammatico)